# Czerwonków
Czerwonków (cz. Červenkovo, niem. Tschirmkau, od 1936 r. Schirmke) – wieś w Polsce, położona w województwie opolskim, w powiecie głubczyckim, w gminie Baborów.

## Nazwa
Nazwa miejscowości etymolodzy wywodzą od nazwy koloru czerwonego lub nazwy Czerwenka oznaczającej małą czerwoną strugę, ciek wodny przepływający przez miejscowość. Miejscowość wymieniona jest po raz pierwszy w roku 1340 jako Cziruencow oraz Czirbenkau, w 1358 Ciruencaw, 1377 Czirwinkow, Czirmena, 1435 Tzirmnaw, 1450 Cziruenczicz oraz Czirwantschicz, 1467 Cirwenkow oraz Czerwenkau, 1496 Czerwenczich, 1514 Krwenticz.
W alfabetycznym spisie miejscowości na terenie Śląska wydanym w 1830 roku we Wrocławiu przez Johanna Knie wieś występuje pod zniekształconą, polską nazwą Czerwactow oraz niemiecką - Tschirmkau.
| SIMC    | Nazwa              | Rodzaj      |
| ------- | ------------------ | ----------- |
| 0491050 | Czerwonków-Osiedle | kolonia wsi |

W miejscowości jest przystanek kolejowy Czerwonków.

## Historia
Historycznie miejscowość leży na tzw. polskich Morawach, czyli na obszarze dawnej diecezji ołomunieckiej. W 1340 miejscowość wzmiankowana po raz pierwszy jako Czirbenkau, Cziruencow została zakupiona wraz z Baborowem przez Ofkę raciborską. Należała do księstwa raciborsko-opawskiego. Pierwotnie była zamieszkała przez tzw. Morawców, jeszcze w XVII wieku należała do parafii baborowskiej, gdzie językiem kazań był język morawski (gwary laskie). Od 1706 należała do niemieckojęzycznej parafii w Suchej Psienie. Po wojnach śląskich znalazła się w granicach Prus i powiatu głubczyckiego. W granicach Polski od końca II wojny światowej.
W latach 1975–1998 miejscowość administracyjnie należała do ówczesnego województwa opolskiego.

## Zabytki
Do wojewódzkiego rejestru zabytków wpisany jest:
- zagroda nr 46, z poł. XIX w.:
  - dom
  - spichrz, nie istnieje.